# Eugène Olivier
Eugène Victor Olivier (ur. 17 września 1881 w Paryżu, zm. 5 maja 1964 tamże) – francuski szermierz, dwukrotny medalista olimpijski.
Olivier został zgłoszony do startu w konkurencjach szermierki na olimpiadzie letniej w Atenach w 1906 roku, jednak ostatecznie nie wystąpił. W 1908 roku wystartował na igrzyskach olimpijskich w Londynie, gdzie zdobył dwa medale. Najpierw wspólnie z Alexandre’em Lippmannem, Bernardem Gravierem, Gastonem Alibertem, Hermanem Bergerem, Charlesem Collignonem i Jeanem Sternem zwyciężył w szpadzie drużynowej. W turnieju indywidualnym zdobył brązowy medal. W rundzie finałowej uzyskał taki sam wynik co Alexandre Lippmann i Brytyjczyk Robert Montgomerie; w barażach o miejsca 2-4 Olivier pokonał Brytyjczyka, a przegrał z Lippmannem i ostatecznie zajął trzecie miejsce.
Nie zdobył medalu mistrzostw świata.
Odznaczony krzyżem kawalerskim i oficerskim Orderu Legii Honorowej oraz krzyżem oficerskim Orderu Zasługi Pocztowej.